# Army Achievement Medal

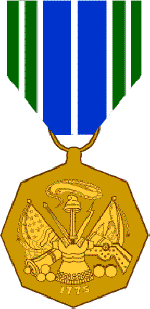
Army Achievement Medal

Die Army Achievement Medal (deutsch Heeres-Leistungsmedaille) ist eine Achievement Medal der Streitkräfte der Vereinigten Staaten, die für militärische Verdienste an Mannschaftsdienstgrade, Unteroffiziere und jüngere Offiziere vergeben wird, wenn die Army Commendation Medal nicht zur Anwendung kommen kann.
Alle Teilstreitkräfte haben ihre eigene Achievement Medal, die Army Achievement Medal ist für den militärischen Dienst der United States Army vorgesehen.
Geschaffen wurden die ersten Achievement Medals von der United States Navy und der United States Coast Guard 1961. Die Army Achievement Medal existiert seit 1981.
Mehrfachauszeichnungen werden mit goldenem oder silbernem Eichenlaub dargestellt.
In der Order of Precedence rangieren die Achievement Medals unter den Commendation Medals, wie etwa der Joint Service Commendation Medal oder der Army Commendation Medal und über dem Commandant’s Letter of Commendation und den Combat Action Ribbons.